# Valenciennes FC
Valenciennes FC er en fransk fodboldklub fra Valenciennes i Nord-regionen, der spiller i Ligue 2. Klubben blev stiftet i 1913 og spiller sine hjemmekampe på Stade du Hainaut. 
Klubben har aldrig vundet nogen titler, men i 1951 nåede den frem til finalen i pokalturneringen Coupe de France, som man dog tabte til RC Strasbourg.

## Kendte spillere
- Jean-Pierre Papin
- Roger Milla